# 1791 Patsayev
1791 Patsayev (1967 RE) là một tiểu hành tinh vành đai chính được phát hiện ngày 4 tháng 9 năm 1967 bởi T. Smirnova ở Nauchnyj.